# Эак
Эа́к (также Аяк или Ойак, др.-греч. Αἰακός, лат. Aeacus) — персонаж древнегреческой мифологии, сын Зевса и царь острова Эгина, отличавшийся справедливостью и благочестием. Предок Эакидов, к которым относятся Ахилл и Аякс Теламонид. После смерти, по одной из версий мифа, стал судьёй в загробном царстве.

## В мифологии
Эак был сыном Зевса от Эгины — дочери речного бога Асопа Флиасийского, эпонима острова в Сароническом заливе (только один античный автор, Мавр Сервий Гонорат, называет Эака сыном другой женщины — Европы). На этом острове Эак и появился на свет. Согласно более старой версии мифа, зафиксированной у Гесиода, он оказался там единственным человеком; Зевс по его просьбе превратил местных муравьёв в людей, и так появился новый народ — мирмидоняне, которыми Эак начал править. Авторы, жившие в более позднюю эпоху, пишут, что ревнивая Гера наслала на Эгину мор, из-за которого умерли все местные жители. Тогда Зевс и превратил в людей муравьёв, которые ползали у дуба или на фиговом дереве. По версии Павсания, Зевс вырастил для Эака людей из земли.
Царь мирмидонян считался самым благочестивым из людей; в частности, по данным Мавра Сервия Гонората, именно он основал самый первый храм Зевса (в Аркадии). Когда в Элладе начался сильный неурожай из-за убийства Андрогея Эгеем или Стимфала Пелопом, Эак сотворил молитву Зевсу Всеэллинскому, и это бедствие прекратилось. Согласно Пиндару, Эак принял участие в строительстве стен Трои вместе с Посейдоном и Аполлоном. Когда работа была закончена, на стены вползли три змея, и два из них упали на землю мёртвыми, а третий, который заполз на участок Эака, смог перелезть в город. Это было истолковано как предсказание, что потомок Эака возьмёт Трою штурмом.
Нонн Панополитанский упоминает Эака как участника индийского похода Диониса и как судью в погребальных играх в честь немейского царевича Офельта: он судил гонки на колесницах, сам участвовал в состязаниях по метанию копий и борьбе. Стефан Византийский называет Эака основателем города Дия в Фессалии, а Сервий — царём всей этой страны. Наконец, согласно Плинию Старшему, Эак стал первооткрывателем серебра (видимо, это сообщение — попытка древних объяснить первенство Эгины в чеканке монеты).
Когда Эак умер, боги назначили его одним из судей в царстве мёртвых наряду с Миносом и Радаманфом.
Женой Эака была Эндеида, дочь Скирона и Харикло, которая родила Теламона (отца Большого Аякса) и Пелея (отца Ахилла). В источниках упоминается и возлюбленная Эака — нереида Псамафа, мать Фока, эпонима Фокиды. Теламон и Пелей по наущению матери убили единокровного брата, и за это Эак изгнал их обоих.

## Память
В историческую эпоху на Эгине существовал Эакион — священный участок земли за мраморными стенами, на котором стоял надгробный памятник Эаку. Жители острова устраивали игры в память о своём легендарном царе; в Афинах существовал культ Эака. К этому герою возводили свою родословную Филаиды и цари Эпира Пирриды, а через последних — Александр Македонский. Как судья в царстве мёртвых Эак стал персонажем комедии Аристофана «Лягушки», нескольких диалогов Лукиана. Его охотно изображали в этом образе античные художники.
Исследователи полагают, что, причисляя царя Саламина Теламона к сыновьям Эака, античные авторы пытались обосновать права жителей Эгины на Саламин.